# Sally Pomme Clayton
Sally Pomme Clayton ist eine englische Geschichtenerzählerin und Autorin.

## Leben
Mit Ben Haggarty und Hugh Lupton gründete sie 1985 die Company of Storytellers, die sich dem Geschichtenerzählen für ein erwachsenes Publikum widmete. Die Company zog zwölf Jahre lang durch Großbritannien, trat in Kunstzentren und Theatern auf und war am National Oracy Project beteiligt. Zum Repertoire der Company zählten u. a. The Three Snake Leaves über die dunklen Seiten der Grimmschen Märchen und I Become Part of  It, eine fiktive steinzeitliche Mythologie.
Clayton hatte Auftritte u. a. im British Museum, der Royal Festival Hall, am Soho Theatre und der Northern Stage, beim Edinburgh Book Festival und beim Cheltenham Music Festival. Häufig arbeitete sie mit Musikern zusammen, so mit dem London Philharmonic Orchestra und der London Sinfonietta, mit Janie Armour und dem Ensemble South Bank Gamelan. 2010–11 war sie Royal Literary Fellow der University of Westminster.
Clayton verfasste zahlreiche Kinderbücher, darunter Tales Told in Tents - stories from Central Asia (2004), Persephone, a journey from winter to spring (2009), Rama and Sita: path of flames (2010), Sun, Stone and Sea - the World of Greek Mythology (2012, mit Illustrationen von Jane Ray) und Violet and the Sea Giant (2022, illustriert von Richy K. Chandler, inspiriert von einer Produktion des Autin Dance Theatre).
2009–10 entstanden in Zusammenarbeit mit dem Komponisten Dario Marianelli und dem London Philharmonic Orchestra (LPO) die Sea Stories, drei Kompositionen, die vom LPO in der Royal Festival Hall aufgeführt wurden. Für den Komponisten David Bruce schrieb sie 2012 Prince Zal and the Simorgh (Kurzstück für Erzähler und Symphonieorchester) und führte es mit dem LPO in der Royal Festival Hall auf.